# لورین براکو
لورین براکو (انگلیسی: Lorraine Bracco؛ زادهٔ ۲ اکتبر ۱۹۵۴) یک هنرپیشه اهل ایالات متحده آمریکا است. وی از سال ۱۹۷۹ میلادی تاکنون مشغول فعالیت بوده‌است.
به دلیل ریشه خانوادگی فرانسوی از سوی مادر و ریشه ایتالیایی از سوی پدر او مسلط به زبان‌های فرانسه و ایتالیایی و نیز انگلیسی است.

## فیلم‌شناسی
از فیلم‌ها یا برنامه‌های تلویزیونی که وی در آن نقش داشته‌است می‌توان به آثار زیر اشاره کرد.
- رفقای خوب
- سریال «سوپرانوها»
- انسان
- تیم رؤیایی
- ماشین‌سواری با پسرها
- حتی دختران گاوچران هم نغمه‌های بلوز را می‌فهمند
- کیک تولد
- آثار قرمز